# Teatr im. Wilama Horzycy w Toruniu
Teatr im. Wilama Horzycy – teatr dramatyczny w Toruniu mający swoją siedzibę w budynku przy placu Teatralnym 1.

## Historia teatru
W pierwszych latach istnienia na deskach teatru grano jedynie repertuar niemieckojęzyczny. Pierwszy polski sezon teatralny zainaugurowano w listopadzie 1920 roku, przedstawieniem Zemsty Aleksandra Fredry, w obecności premiera Wincentego Witosa. W latach 1945–1948 zespołem teatralnym kierował Wilam Horzyca.

## Festiwale
- Międzynarodowym Festiwalem Teatralnym „Kontakt” - pierwsza edycja festiwalu odbyła się w 1991 roku[4]
- Festiwal Debiutantów Pierwszy Kontakt -  pierwsza edycja festiwalu odbyła się w maju 2011 roku[5]

## Aktorzy
- Małgorzata Abramowicz - od 1990
- Jarosław Felczykowski – od 1987
- Łukasz Ignasiński – od 2009
- Maria Kierzkowska – od 1989
- Paweł Kowalski – od 1993
- Anna Magalska – od 1994
- Tomasz Mycan – od 2002
- Niko Niakas – od 1983
- Ewa Pietras – od 1983
- Matylda Podfilipska – od 2003
- Maciej Raniszewski - od 2012
- Anna Romanowicz-Kozanecka – od 1980
- Julia Sobiesiak - od 2013
- Mirosława Sobik – od 2005
- Teresa Stępień-Nowicka – od 1978
- Paweł Tchórzelski – od 1985
- Jolanta Teska – od 1987
- Michał Marek Ubysz – od 1986
- Arkadiusz Walesiak - od 2012
- Agnieszka Wawrzkiewicz – od 1993
- Grzegorz Wiśniewski – od 1991

## Byli aktorzy
- Aleksandra Bednarz – 2011-2017[6]
- Zofia Melechówna – 1958-1998[7]
- Bartosz Woźny – 2015-2021[8][9]

## Dyrektorzy
Dyrektorzy teatru od 1976 roku:
- Marek Okopiński (1976–1983)[10]
- Krystyna Meissner (1983–1996)[10]
- Jadwiga Oleradzka (1997–2015)[10]
- Andrzej Churski (2017–2021)[10]
- Renata Derejczyk (od września 2021)[10]

## Nagrody i wyróżnienia
- 2000 - Medal Za Zasługi dla Miasta Torunia na wstędze[11]